# Diaphus adenomus
Diaphus adenomus és una espècie de peix de la família dels mictòfids i de l'ordre dels mictofiformes.

## Morfologia
- Els mascles poden assolir 18 cm de longitud total.[5][6]

## Hàbitat
És un peix marí d'aigües profundes que viu entre 180-600 m de fondària.

## Distribució geogràfica
Es troba al Pacífic occidental (Japó), al Pacífic oriental (Hawaii), a l'Atlàntic occidental (Bahames i Golf de Mèxic) i a l'Atlàntic oriental (des de Casablanca -Marroc- fins al Sàhara Occidental).